# Cecile Callan
Cecile Callan (* 25. Mai 1957 in Long Island, New York) ist eine US-amerikanische Schauspielerin.

## Leben
Callan spielte von 1981 bis 1996 in etlichen Film- und Fernsehproduktionen. In Stuart Rosenbergs Abenteuerfilm Holt Harry raus! war sie 1986 als Theresa auf der Leinwand zu sehen. Zu den Fernsehserienrollen, die sie verkörperte, gehören die Polizistin Buzhardt in Polizeirevier Hill Street (1985), die Kathy Gelb in Unter der Sonne Kaliforniens (1990), die Doreen Staszak in Die Staatsanwältin und der Cop (1991) und die Ptera in der 1995 veröffentlichten Raumschiff-Voyager-Folge Das Unvorstellbare. 1981 hatte sie die Rolle der Anne in Des McAnuffs Theateraufführung Mary Stuart inne.
Seit 1992 ist sie mit dem Journalisten Brian Rooney verheiratet, mit dem sie zwei Kinder hat.

## Filmografie
- 1981: Nurse (Fernsehserie, eine Folge)
- 1982: Die Romanze von Charles und Diana (The Royal Romance of Charles and Diana, Fernsehfilm)
- 1984: Hotel (Fernsehserie, eine Folge)
- 1985: Polizeirevier Hill Street (Hill Street Blues, Fernsehserie, 2 Folgen)
- 1985: Mord ist ihr Hobby (Murder, She Wrote, Fernsehserie, eine Folge)
- 1985: Evergreen (Miniserie, eine Folge)
- 1986: Das abenteuerliche Leben des John Charles Fremont (Dream West, Miniserie, 2 Folgen)
- 1986: Alptraum des Grauens (The Deliberate Stranger, Fernsehfilm)
- 1986: Holt Harry raus! (Let’s Get Harry)
- 1987: Who’s That Girl
- 1987: A Year in the Life (Fernsehserie, eine Folge)
- 1987–1988: The Bronx Zoo (Fernsehserie, 2 Folgen)
- 1988: Uninvited
- 1989: Der Nachtfalke (Midnight Caller, Fernsehserie, eine Folge)
- 1990: Unter der Sonne Kaliforniens (Knots Landing. Fernsehserie, 2 Folgen)
- 1990: Booker (Fernsehserie, eine Folge)
- 1990: Wo brennt’s, Daddy? (The Family Man, Fernsehserie, eine Folge)
- 1990: Hunter (Fernsehserie, eine Folge)
- 1991: Die besten Jahre (thirtysomething, Fernsehserie, eine Folge)
- 1991: Schuldig bei Verdacht (Guilty by Suspicion)
- 1991: Shannon’s Deal (Fernsehserie, eine Folge)
- 1991: Stadt der Spieler (The Neon Empire, Fernsehfilm)
- 1991: Die Staatsanwältin und der Cop (Reasonable Doubts, Fernsehserie, 2 Folgen)
- 1995: Star Trek: Raumschiff Voyager (Star Trek: Voyager, Fernsehserie, Folge 1x09: Das Unvorstellbare)
- 1996: Emergency Room – Die Notaufnahme (ER, Fernsehserie, eine Folge)